# Права лица која су лишена слободе у области МАР
Права лица која су лишена слободе у области медицински асистиране реподукције (МАР) иако се сматра да су заснована на најбољем интересу детета, превиђају чињеницу, да тај најбољи интерес детета дефинишу одрасли онако како сматрају адекватним. Тако настају парадоксалне ситуације где се са једне стране права деце и њихов интерес уздиже и поприма карактер сакралног, док се са друге стране, та иста права и не помињу или се њихов садржај прилагођава потребама одраслих, када лица која су лишене слободе покушавају да докажу да је заштита њихових интереса и њихових права у репродукцији у најбољем интересу деце.

## Општа разматрања

### Став против
Као главни разлозима због којих су судови одбијали да дозволе затвореницима право на МАР, према  аутор Вилијамсу (Williams) своде се на три основна:
1. Природне последице осуде — по којој сама природа казне затвора не дозвољава затвореницима да оснују породицу,
2. Добробит детета  — због које држава не би требала да дозволи рађање детета које ће (макар и привремено) одрастати са једним родитељем
3. Једнако поступање са мушким и женским затвореницима — по коме би уколико МАР буде доступна мушким затвореницима тешко би било одбити такво право и женама које се налазе у затвору.

### Став против у супротности са другим правима
Многи правници постављају питање повезаности чланова 8 и 12 Европске конвенције за заштиту људских права и основних слобода, које у:
Члан 8
У Праву на поштовање приватног и породичног живота (члан 8), наведено је следеће:
- Свако има право на поштовање свог приватног и породичног живота, дома и преписке.
- Јавне власти неће се мешати у вршење овог права сем ако то није у складу са законом и

неопходно у демократском друштву у интересу националне безбедности, јавне безбедности или економске добробити земље, ради спречавања нереда или криминала, заштите здравља или морала, или ради заштите права и слобода других
Члан 12
У Праву на склапање брака (члан 12), наведена је заштита институцији брака, односно стварање породице:
- Мушкарци и жене одговарајућег узраста имају право да ступају у брак и заснивају породицу у складу с унутрашњим законима који уређују вршење овог права.

## Коначна одлука
На коначну одлуку о регулисању права лицима код којих постоје медицинске индикације за МАР, и реализација њиховог права на заснивање породице у начелу доноси управника затвора, који су благонаклонији лицима код којих постоји проблем неплодности, јер су шансе за успех код њих веће,
имајући у виду да се...
| „ | подвргавају поступцима у контролисаним условима који су усмерени ка постизању зачећа, док насупрот њима, лица која су здрава и која самим тим немају право на приступ МАР, могу само да се надају да ће срећа бити на њиховој страни...И оно што остаје као још једно значајно питање је да ли је заиста адекватно решење, по којем о захтеву затвореника одлучују управници затвора, а не квалификовани стручњаци који треба да узму у обзир све релевантне околности и да одлуку донесу тек након подробне и детаљне анализе? | ” |